# モリノス (プロレスラー)
モリノスは、日本のプロレスラー。

## 人物
- カリスマ占い師の「盡田モリノス」としての顔を持つ。[2]
- 大腿骨骨頭壊死により歩行困難になった過去があり、現在は人工関節を入れている。

## 得意技
- キャトルミューティレーション
- ダイビングボディアタック
- 扇子攻撃